# کراسنوزنامنسکی (سرزمین آلتای)
کراسنوزنامنسکی (به لاتین: Krasnoznamensky) یک منطقهٔ مسکونی در روسیه است که در سرزمین آلتای واقع شده‌است.